# Экономическое равновесие

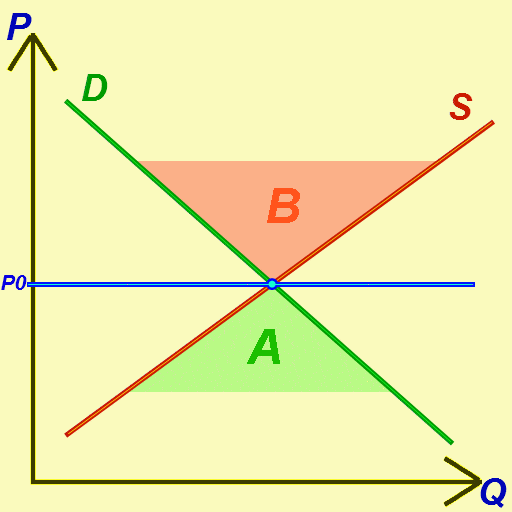
Цена при рыночном равновесии:
- P — цена
- Q — количество товара
- S — предложение
- D — спрос
- P_{0} — цена при рыночном равновесии
- A — нехватка при P<P_{0}
- B — избыток при P>P_{0}

Экономи́ческое равнове́сие (англ. economic equilibrium) — состояние экономики, при котором произведенная продукция реализована, а спрос удовлетворен в условиях, когда имеющиеся трудовые ресурсы и производственные мощности используются в полном объёме, а нарушаемые пропорции быстро восстанавливаются. В экономике, экономическое равновесие характеризует состояние, в котором экономические силы сбалансированы и, в отсутствие внешних воздействий, (сбалансированные) величины экономических переменных не будут изменяться.

## Равновесная цена
Согласно К. Р. Макконнеллу и С. Л. Брю, равновесная цена (англ. equilibrium price) — цена на конкурентном рынке, при которой величина спроса и величина предложения равны, то есть цена, при которой нет дефицита или избытка товаров и услуг, а значит на рынке нет тенденций роста или снижения.

## Рыночное равновесие
Рыночное равновесие (англ. market equilibrium) — ситуация на рынке, когда объём спроса на товар равен объёму предложения. Объём продукта и его цену в такой ситуации называют равновесными или соответствующими состоянию расчистки рынков. Такая цена имеет тенденцию в отсутствие изменений спроса и предложения оставаться неизменной. Рыночное равновесие характеризуется равновесной ценой и равновесным объёмом.

## Механизм достижения рыночного равновесия
На конкурентном рынке, на котором имеется большое количество покупателей и продавцов, с помощью метода перебора определяем равновесную цену, исключая цены, при которых формируется излишек или нехватка продукта. Так при высокой цене производители желают производить большое количество продукта, но покупатели готовы приобрести только малое количество продукта, возникает перепроизводство. При малой цене покупатели готовы приобрести большое количество продукта, но производители готовы производить малое количество товара, возникает дефицит товара и услуги. При некой средней цене, равновесной цене производители готовы производить ровно столько сколько потребители желают и в состоянии приобрести. На рынке не возникает избыток, при котором рынок толкал бы цену на продукт вниз, не возникает и нехватка продукта, при котором рынок не вызывает повышение цены на продукт. При такой равновесной цене (или цене рыночного клиринга) величина спроса и предложения уравновешиваются. Графически это показано на рисунке Цена при рыночном равновесии, где на горизонтальной оси указаны величины спроса и предложения. Равновесная цена возникает на пересечение кривых спроса и предложения. При любой цене, превышающей равновесную цену, величина предложения окажется больше величины спроса, а возникший избыток вызовет конкурентное сбивание цены продавцами. Снижение цены позволит сократить предложение и одновременно побудит покупателей покупать её в большем количестве. При любой цене, которая ниже равновесной, приводит к нехватке продукта, когда величина спроса превысит величину предложения. Повышение цены позволит производителей увеличить предложение, а потребителей покупать продукт, в результате излишек исчезает.

## Уравновешивающая функция цен
Согласно К. Р. Макконнеллу и С. Л. Брю, уравновешивающая функция цен — способность конкурентных сил предложения и спроса устанавливать цену на уровне, на котором решение о продаже и решение о покупке синхронизируются. Если конкурентные силы автоматически не могут согласовать решение о предложении и спроса, то в таком случае требуется административное регулирование со стороны государства для устранения неэффективности и максимизации общественного благосостояния.

## Виды рыночного равновесия
Равновесие бывает устойчивым и неустойчивым.
Если после нарушения равновесия рынок приходит в состояние равновесия и устанавливаются прежние равновесные цена и объём, то равновесие называют устойчивым.
Если после нарушения равновесия устанавливается новое равновесие и изменяется уровень цен и объём спроса и предложения, то равновесие называют неустойчивым.

## Устойчивость равновесия. Виды устойчивости
Устойчивость равновесия — способность рынка приходить в состояние равновесия путём установления прежней равновесной цены и равновесного объёма.
Виды устойчивости
- Абсолютная
- Относительная
- Локальная (колебания цен происходят, но в определённых пределах)
- Глобальная (Устанавливается при любых колебаниях)

## Функции равновесной цены
- Распределительная
- Информационная
- Стимулирующая
- Балансирующая
- Нормирующая. Она нормирует распределение товаров, давая сигнал потребителю о том, доступен ли ему данный товар и на какой объём потребления он может рассчитывать при данном уровне дохода. Одновременно она воздействует на производителя, показывая, сможет ли он окупить затраты или ему следует воздержаться от производства товара.